# شیطان (فیلم ۱۹۷۴)
شیطان (انگلیسی: Shaitaan) یک فیلم به کارگردانی فیروزه چینوی است. از بازیگران آن می‌توان به شارمیلا تاگور، بیندو و آریونا ایرانی اشاره کرد.